# Idioma coeur d'alene
El Coeur d'alene es una lengua salish hablada por cinco de los 800 individuos que forman la tribu Coeur d'Alene, en la Reserva Coeur d'Alena, en el norte de Idaho, en los Estados Unidos. Se la considera una lengua en peligro de extinción.

## Gramática

### Alfabeto

#### Consonantes
| p | t | c |   | č | kʷ | q  | qʷ | ʔ  |
| p̕ | t̕ | c̕ |   | č̕ | k̕ʷ | q̕  | q̕ʷ |    |
| b | d |   |   | ǰ | gʷ | x̣  | x̣ʷ |    |
|   | s | ɬ | š |   | xʷ | x̣ʷ | h  |    |
| m | n | l | r |   | y  | w  | ʕ  | ʕʷ |
| m̕ | n̕ | l̕ | r̕ | y̕ | w̕  | ʕ̕  | ʕ̕ʷ |    |

### Verbo
La mayor parte de las raíces del verbo son monosilábicas, siendo CVC o CVVV. La misma raíz puede ser usada para verbo y para sustantivos. El infinitivo o participio (en esta lengua son lo mismo) se usa de forma frecuente. Se forma regularmente añadiendo el prefijo s- a la raíz y la mayoría de los verbos empieza por s-.
Se debe añadir una categoría especial a las raíces verbales, que es la de las raíces bisilábicas, a las cuales se les ha añadido un prefijo que se ha convertido en parte de la raíz.

#### Composición del verbo
La lengua es inusualmente libre y tiene formas regulares. El número de irregularidades es pequeño, quedando relegado a unas pocas raíces que han tomado significados generalizados.

#### Aspecto
La lengua tiene tres aspectos:
- Completivo: Indica que una acción ha sido acabada en el pasado.
- Habitual.
- Continuativo: Expresa una acción continuada en el presente o en el pasado.